# Famille de Gournay
 (mai 2012).
Si vous disposez d'ouvrages ou d'articles de référence ou si vous connaissez des sites web de qualité traitant du thème abordé ici, merci de compléter l'article en donnant les références utiles à sa vérifiabilité et en les liant à la section « Notes et références ».
Pour les articles homonymes, voir Famille de Gournay (Lorraine).
La famille de Gournay est une ancienne famille aristocratique du duché de Normandie. Elle prend son nom de la ville de Gournay-en-Bray. Par la position de Gournay, ville frontière avec les terres du roi de France, ses seigneurs ont joué un rôle stratégique dans la défense du duché. La famille s'éteint au cours du Moyen Âge sur les terres de France.

## Histoire de la famille
La généalogie des seigneurs de Gournay, plus exactement celle de ses membres les plus anciens, est controversée. Rollon aurait confié le territoire de Gournay-en-Bray à un certain Eudes le chevalier à l'écu noir, point de départ de la lignée. Mais aucun document d'époque n'atteste cette origine et cette cession. Au milieu du XIXe siècle, Daniel Gurney a établi une généalogie souvent reprise dans les ouvrages d'histoire sur la région mais ses travaux ont vite été critiqués par des érudits normands comme Léopold Delisle. Daniel Gurney suggère un lien familial entre les maisons de La Ferté et de Gournay. Il fait d'Hugues de Gournay un des descendants de Renaud et Aubrée, parents du fondateur de la collégiale de La Ferté.
La famille de Gournay exerce longtemps une sorte de tutelle sur le prieuré de Sigy qu'Henri II d'Angleterre place sous sa protection pour le défendre des exactions d'Hugues de Gournay.

## Généalogie
La généalogie proposée suivante est soumise à d'importantes réserves ; ainsi, la numérotation des Hugues est peut-être erronée. 
- Eudes de Gournay (existence contestée), cité vers 912, épouse Marthe de Foucarmont
  - Hugues (?)
  - Renaud (douteux), épouse Albérade, vivent au milieu du Xe siècle
    - Hugues Ier de Gournay, vivant en 984, décédé après 989 (peut-être en 1046), épouse  Bathilde de Gerberoy (morte en 1059)
    - Alix de Gournay, épouse Eudes de Foucarmont
    - Gauthier, dit de la Ferté (mort après 989).
      - Hugues Ier de la Ferté, mort avant 1047
        - Hugues II de la Ferté, mort avant 1047.

      - Hugues II, mort à Cardiff en 1074 de blessures, participe à la conquête de l'Angleterre.
        - Hugues (III)  († vers 1094), épouse Basilie Flaitel, fille de Gérard Flaitel
          - Gérard († après 1104), épouse Édith de Warenne, fille de Guillaume Ier de Warenne
            - Gundred (~1104- >1155), épouse Néel d'Aubigny (†26-11-1129), fils de Roger d'Aubigny et d'Amice
              - Roger de Montbray (c. 1120–1188)

            - Hugues (IV) († 1180), sire de Gournay, La Ferté, Beaussault et Gaillefontaine, épouse (1) Béatrice de Vermandois (1082- † ap. 1144), fille de Hugues Ier de Vermandois, puis Mélisende de Coucy († 1181), fille de Thomas de Marle, seigneur de Coucy
              - Mélisende (ap. 1175- † ap. 1260), épouse Amaury VI, comte d'Évreux († 1213)
              - Hugues (V) († 1214), sire de Gournay, épouse Julie de Dammartin
                - Mélisende (1183 - † ap. 1239), épouse Guillaume II, comte de Canteloup († ap. 1251)
                - Hugues (VI) (~1180- † 1239), sire de Gournay, épouse Havoise Botterell
                  - Julianne († 1295), épouse William Bardolf

## Personnalités
- Hugues III épouse Basilie, fille de Gérard Flaitel. Les premières mentions d'un Hugues de Gournay sont postérieures à 1048. Il apparaît dans un acte avec son épouse Basilie et leur fils Gérard. Il est peut-être le frère de Gautier, fondateur de la collégiale de La Ferté. L'essentiel des possessions des seigneurs de La Ferté, établies autour de La Ferté, à Gaillefontaine, Beaussault, Pont-de-l'Arche, Poses, sont aux mains des seigneurs de Gournay dans la seconde moitié du XIe siècle. Son premier fait d'armes a lieu en 1054 à la bataille de Mortemer. Pierre Bauduin pense qu'il est possible qu'il soit déjà entré en possession de la seigneurie de La Ferté à cette date[1]. Il établit vers 1037-1045 l'abbaye de Sigy-en-Bray, qu'il soumet à l'abbaye Saint-Ouen de Rouen.

- Gérard commande les troupes normandes avec Étienne d'Aumale pour soutenir Raoul II de Tosny contre Guillaume d'Évreux[4]. Il participe à la première croisade[5].

- Hugues IV épouse Mélisende de Vermandois, petite-fille du roi de France Henri I. Ils fondent tous deux l'abbaye de Beaubec en 1127, le prieuré de Clair-Ruissel[6] vers 1130 et le prieuré Saint-Laurent-en-Lyons en 1151[7]. Il meurt en 1182[7].

- Hugues V participe au siège de Saint-Jean d'Acre en 1190[7]. Il est le fondateur de l'abbaye de Bellozanne en 1198 et, deux ans plus tard, du prieuré de Bernardines Saint-Aubin[8]. Il perdit son château de Gournay en 1202 après son siège par Philippe Auguste. Abandonnant Jean sans Terre, il finit par se rallier au roi de France l'année suivante[9].

## Héraldique
| Figure | Blasonnement   |
| ------ | -------------- |
|        | De sable plain |

## Dans la toponymie
Outre la commune de Gournay-en-Bray, le toponyme de Gournay se retrouve sur les territoires suivants :
- Gournay-le-Guérin, faisant référence à Garin de Gournay[Note 1] ;
- Gournay, hameau de Fontaine-Bellenger[Note 2];
- Gournay, hameau de Francheville;
- Gournay, hameau de Giverville.